# Palovaara (kulle i Finland, Lappland, Tunturi-Lappi, lat 68,57, long 23,28)
Palovaara är en kulle i Finland. Den ligger i Enontekis i landskapet Lappland, i den norra delen av landet, 900 km norr om huvudstaden Helsingfors. Toppen på Palovaara är 431 meter över havet, eller 51 meter över den omgivande terrängen. Bredden vid basen är 1,5 km.
Terrängen runt Palovaara är huvudsakligen platt. Trakten runt Palovaara är nära nog obefolkad, med mindre än två invånare per kvadratkilometer. Omgivningarna runt Palovaara är i huvudsak ett öppet busklandskap.